# Djena
Dzhena Valentinova Nedelcheva-Stoeva (în bulgară : Джена Валентинова Неделчева-Стоева ; născută Desislava Valentinova Nedelcheva ,(în bulgară : Десислава Валентинова Неделчева , n. 3 iulie 1985, Razgrad, Bulgaria), mai bine cunoscută pur și simplu ca Dzhena ( în bulgară : Джена) este o  cântăreață pop-folk și populară bulgară.

## Biografie
Desislava Valentinova Nedelcheva s-a născut la Razgrad la 3 iulie 1985. O are pe sora mai mare Borislava. În 2006, ea a semnat un contract pe un an cu compania lui Azis, Leo Music. Inițial, Nedelcheva a început să cânte sub numele de Nova Desislava (bulgară: Нова Десислава), dar în 2007 a început să cânte în sfârșit ca Dzhena. La începutul anului 2007, colegul ei Milko Kalaydzhiev a încurajat-o să semneze un contract cu compania Payner, iar contractul a avut loc pe 16 martie 2007. În același an, a lansat primul album Greshni misli, (în română: Gânduri păcătoase). În același an a participat la unul dintre cele mai prestigioase festivaluri din Bulgaria, Pirin Folk, unde a câștigat premiul I pentru artele spectacolului cu piesa „Pesen za Dame Voyvoda” (în română: Cântec pentru voievod Dame) scrisă și compusă de ea însăși. În 2011, Dzhena a plecat într-un turneu din SUA. A susținut concerte pentru diaspora bulgară . Dzhena a primit un premiu special Fashion Idol în 2015. În 2018, ea a lansat un album folk în colaborare cu Kanarite Orchestra.

## Viata personala
În decembrie 2015, s-a logodit cu Atanas Stoev Jr., căsătorindu-se cu el de ziua ei, 3 iulie 2016.
În martie 2017, Dzhena a născut un băiețel, Atanas Stoev III.

## Premii

### Premiile Planeta TV
- 2007: Debutul anului 2007
- 2008: Ambasador al muzicii bulgare în străinătate
- 2014: Cântecul anului Моли се да не почна
- 2016: Prezența originală a scenei de club
- 2016: Ambasador al muzicii bulgare în străinătate

## Discografie

### Albume de studio
- 2008 — Грешни мисли (Gânduri păcătoase)
- 2010 — Не знаеш коя съм (Nu știi cine sunt)
- 2012 — Да видя какво е (Pentru a vedea ce este)
- 2014 — Моли се да не почна (Rugați-vă că nu a început)
- 2017 — Срещна ни хорото (cu Orchestra Kanarite, We met the dance)
- 2017 — Да ти бъда корона (Lasă-mă să fiu coroana ta)

### Compilări
- 2009 Jenna - Cea mai bună selecție
- 2013 Златните хитове на Джена (hituri de aur ale lui Zhena)

### De pe albumul Грешни мисли
- 2007: Грешни мисли
- 2007: Химия
- 2008: Слепи бяхме (cu Ilian)
- 2008: Луд и съвършен

### De pe albumul Не знаеш коя съм
- 2008: Омръзна ми (remix - cu DJ Zhivko Mix)
- 2008: Ще те спечеля
- 2009: Кой си ти
- 2009: Случайна среща
- 2009: Чуждите и лесните
- 2010: Не ставаш

### De pe albumul Да видя какво е
- 2010: С повече от две
- 2010: Стойки не чупи
- 2010: Всичко давам да си тук
- 2011: Да се влюбя, не допускам
- 2011: Да те прежаля (cu Andrea)
- 2011: Да те бях ранила
- 2012: Обичам те и толковa
- 2012: Да видя какво е

### De pe albumul Моли се да не почна
- 2013: Истината
- 2013: Кой ме събра с тебе
- 2013: Как не се уморих
- 2013: Пий едно от мене (cu Andrea )
- 2014: Моли се да не почнa
- 2014: Неверници
- 2014: Да ти се доказвам
- 2014: Моята награда

### De pe albumul Да ти бъда корона
- 2015: Спри да ми досаждаш
- 2015: Градът работи за мен
- 2015: Ти къде беше
- 2016: Всичко знаеш
- 2016: Дразни ме пак
- 2016: Зависима
- 2017: Коя
- 2017: Тук жена пази му (cu Preslava )
- 2017: Да ти бъда корона

### Variat
- 2006: Не ме е грижа
- 2010: Къде е пичът
- 2018: Диагноза - Ти
- 2018: Хулиган
- 2018: Не слагай от отровата (cu Andrea)
- 2018: Яко ми е
- 2019: Горкото момичa
- 2019: Вижте го, жени
- 2019: Достойната
- 2020: Шот за болката